# Squadra polacca di Fed Cup
La squadra polacca di Fed Cup rappresenta la Polonia nella Fed Cup, ed è posta sotto l'egida della Polski Związek Tenisowy.
La squadra partecipa alla competizione dal 1966, e ad oggi il suo miglior risultato consiste nel raggiungimento dei quarti di finale nell'edizione del 1992.

## Risultati
= Incontro del Gruppo Mondiale

### 2010-2019
| Anno | Turno                       | Data         | Sede               | Avversario  | Punteggio | Esito     |
| ---- | --------------------------- | ------------ | ------------------ | ----------- | --------- | --------- |
| 2010 | Gruppo Mondiale II          | 6-7 febbraio | Bydgoszcz (POL)    | Belgio      | 2–3       | Sconfitta |
| 2010 | Spareggi Gruppo Mondiale II | 24-25 aprile | Sopot (POL)        | Spagna      | 1–4       | Sconfitta |
| 2011 | Gruppo I, Fase a gironi     | 2 febbraio   | Eilat (ISR)        | Bulgaria    | 1–2       | Sconfitta |
| 2011 | Gruppo I, Fase a gironi     | 3 febbraio   | Eilat (ISR)        | Israele     | 2–1       | Vittoria  |
| 2011 | Gruppo I, Fase a gironi     | 4 febbraio   | Eilat (ISR)        | Lussemburgo | 2–1       | Vittoria  |
| 2011 | Gruppo I, Playoff           | 5 febbraio   | Eilat (ISR)        | Bielorussia | 0–2       | Sconfitta |
| 2012 | Gruppo I, Fase a gironi     | 1º febbraio  | Eilat (ISR)        | Bulgaria    | 3–0       | Vittoria  |
| 2012 | Gruppo I, Fase a gironi     | 2 febbraio   | Eilat (ISR)        | Croazia     | 3–0       | Vittoria  |
| 2012 | Gruppo I, Fase a gironi     | 3 febbraio   | Eilat (ISR)        | Romania     | 2–1       | Vittoria  |
| 2012 | Gruppo I, Playoff           | 4 febbraio   | Eilat (ISR)        | Svezia      | 1–2       | Sconfitta |
| 2013 | Gruppo I, Fase a gironi     | 6 febbraio   | Eilat (ISR)        | Bulgaria    | 2–1       | Vittoria  |
| 2013 | Gruppo I, Fase a gironi     | 7 febbraio   | Eilat (ISR)        | Turchia     | 3–0       | Vittoria  |
| 2013 | Gruppo I, Fase a gironi     | 8 febbraio   | Eilat (ISR)        | Israele     | 2–1       | Vittoria  |
| 2013 | Gruppo I, Playoff           | 9 febbraio   | Eilat (ISR)        | Croazia     | 2–1       | Vittoria  |
| 2013 | Spareggi Gruppo Mondiale II | 20-21 aprile | Koksijde (BEL)     | Belgio      | 4–1       | Vittoria  |
| 2014 | Gruppo Mondiale II          | 8-9 febbraio | Borås (SWE)        | Svezia      | 3 – 2     | Vittoria  |
| 2014 | Spareggi Gruppo Mondiale II | 19-20 aprile | Barcellona (ESP)   | Spagna      | 3 – 2     | Vittoria  |
| 2015 | Gruppo Mondiale, 1º turno   | 7-8 febbraio | Cracovia (POL)     | Russia      | 0 – 4     | Sconfitta |
| 2015 | Spareggi Gruppo Mondiale II | 18-19 aprile | Zielona Góra (POL) | Svizzera    | 2 – 3     | Sconfitta |